# 국제농업개발원
국제농업개발원은 농업조사연구, 정보전달, 홍보, 유통개선사업 수행, 수출입과 해외시장 개척을 목적으로 1989년 12월 20일 설립허가된 대한민국 농림축산식품부 소관의 재단법인이다. 사무실은 서울특별시 송파구 가락동 600, 농수산물도매시장 수산동3층 1호에 있다.